# Ponte della Maddalena (Borgo a Mozzano)
Il Ponte della Maddalena (detto Ponte del Diavolo) attraversa il fiume Serchio nei pressi di Borgo a Mozzano, in provincia di Lucca.
A causa della sua forma, detta a schiena d'asino,in particolare per la grandezza del suo arco più alto, questa perla dell'ingegneria è oggetto di molti racconti.

## Storia
La costruzione di un ponte che mettesse in collegamento le due sponde del Serchio si deve alla volontà della contessa Matilde di Canossa a cavallo tra l'XI e il XII secolo, ma le fattezze attuali si devono al rifacimento di Castruccio Castracani, signore di Lucca all'inizio del XIV secolo. Il ponte, pur con vari rimaneggiamenti, rimase intatto almeno fino al 1836 quando una violenta piena del Serchio arrecò gravi danni. All'inizio del 1900 fu invece aperto un nuovo arco nella parte terminante ad ovest per il passaggio della ferrovia Lucca-Aulla modificandone pesantemente la forma originaria.
Deve il suo nome ad una cappella o oratorio che si trovava sulla sponda est.

## Leggenda

### La costruzione

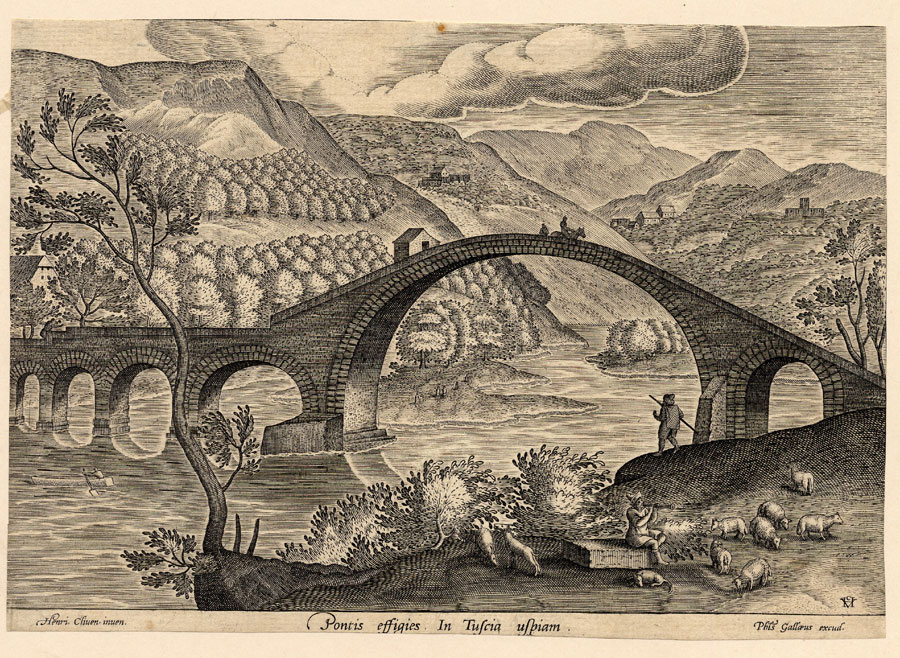
Il ponte in un'incisione del XVI secolo

Il Ponte della Maddalena è comunemente identificato come "Ponte del diavolo". Come molte altre imprese che ai coevi parevano impossibili, la leggenda popolare ne attribuisce la costruzione al Diavolo, il quale vien poi truffato in vari modi. La leggenda narra del capo muratore impegnato nella costruzione del ponte che era molto preoccupato del ritardo accumulato nella stessa opera, date le continue ed impetuose piene del fiume. Una sera preso dalla disperazione cominciò a pronunciare sacrilegi tali da evocare Satana. Allora il diavolo disse al capomastro che avrebbe completato lui stesso l'opera in una sola notte in cambio della prima anima che avesse attraversato il ponte. Il capo muratore accettò e la costruzione fu ultimata ma, disperato per l'imminenza del pesante tributo al diavolo, il capomastro corse dal parroco del paese, il quale, ascoltata la confessione, escogitò uno stratagemma: fece attraversare il ponte ad un cane. Il diavolo, infuriato per il gesto scaltro, lo prese e si buttò nelle acque del fiume senza mai più farsi rivedere. Si racconta inoltre che il cane, un pastore maremmano del tutto bianco, ogni tanto si veda passeggiare sul ponte nelle ultime sere di ottobre e che rappresenti il diavolo che ancora cerca l'anima del capocantiere. Si dice anche di poter osservare sul fondo del fiume il corpo pietrificato del povero animale.
Leggende simili si narrano per altri ponti come il Ponte Gobbo sul fiume Trebbia nella località di Bobbio o il Pont del Diable a Martorell in Catalogna. Il ponte del diavolo nel santuario di San Francesco a Paola.
Ci sono altre versioni che parlano di un maiale che rincorreva una mela in cui il maligno adirato dalla beffa subita, si gettò nel Serchio, aprendo così un varco con gli inferi e scatenando un pandemonio tale da lasciare segni sul fondo del fiume e nella mente degli abitanti.

### Lucida Mansi
Un altro fatto che porterebbe una giustificazione ulteriore al nome che porta è la storia di Lucida Mansi. La nobildonna lucchese era bella, potente, ricca e giovane ma con una tremenda paura della vecchiaia. Ella faceva di tutto per evitare l'avanzare dell'età: alchimie, viaggi alla ricerca di saggi, fonti mistiche ed altro per non invecchiare. Una mattina, nella sua residenza di Monsagrati a Pescaglia, scoprì che sul viso era apparsa una lieve ruga. In preda alla disperazione, cominciò a piangere ed urlare. La sera di quello stesso giorno Lucida (o Lucilla) mentre vagava nervosamente per le vie di Borgo a Mozzano, passò presso il Ponte della Maddalena (allora ancora così conosciuto) dove ebbe un incontro con un bellissimo ragazzo il quale le propose trenta anni di giovinezza in cambio della propria anima. La sciagurata accettò. Così Lucida venne portata dal giovane sul punto più alto del Ponte, a quel punto il ragazzo prese le sembianze di Lucifero e staccò l'anima della nobildonna dal suo corpo, gettandola nel Serchio.

## Galleria d'immagini

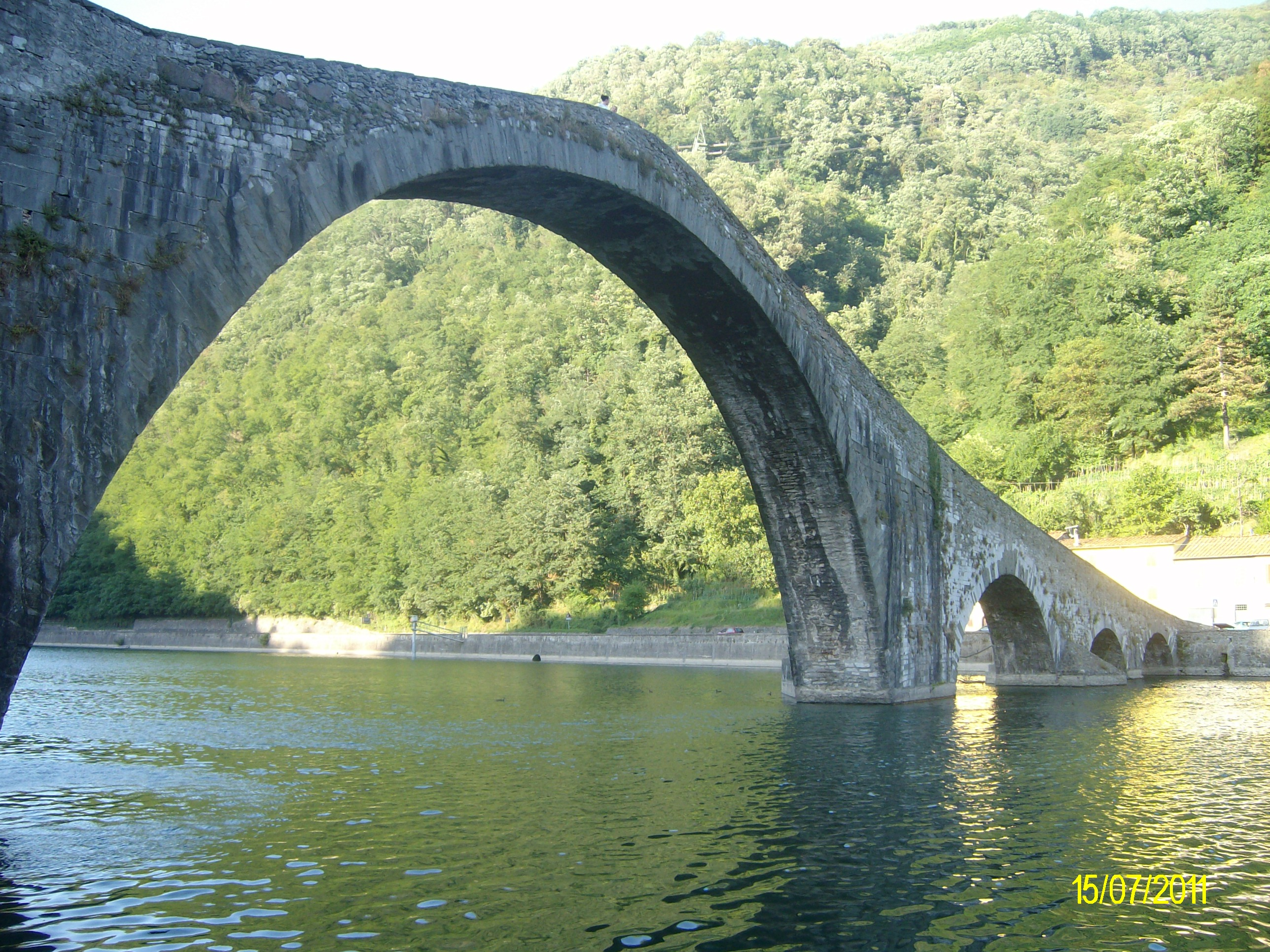
Ponte della Maddalena
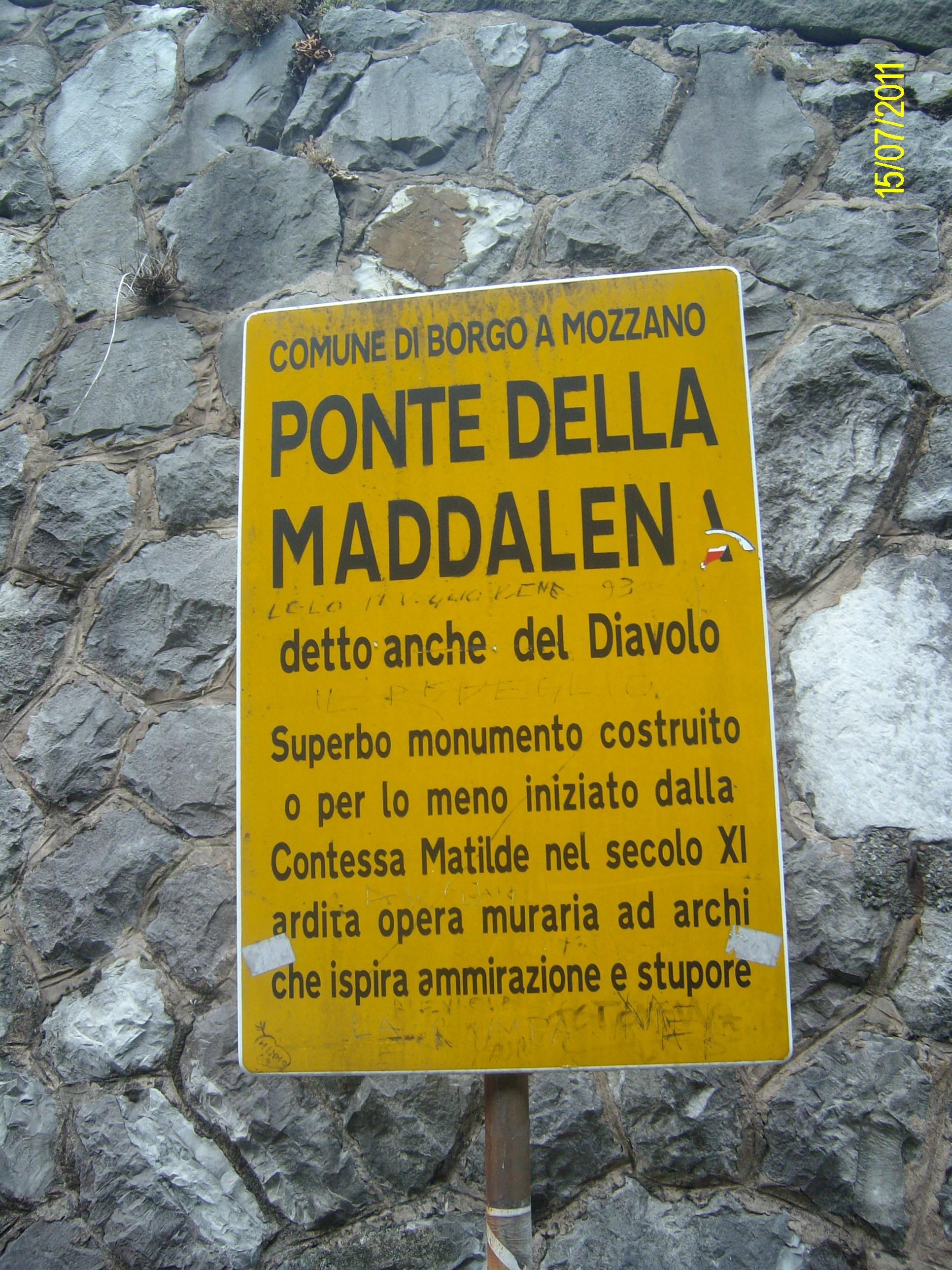
Targa
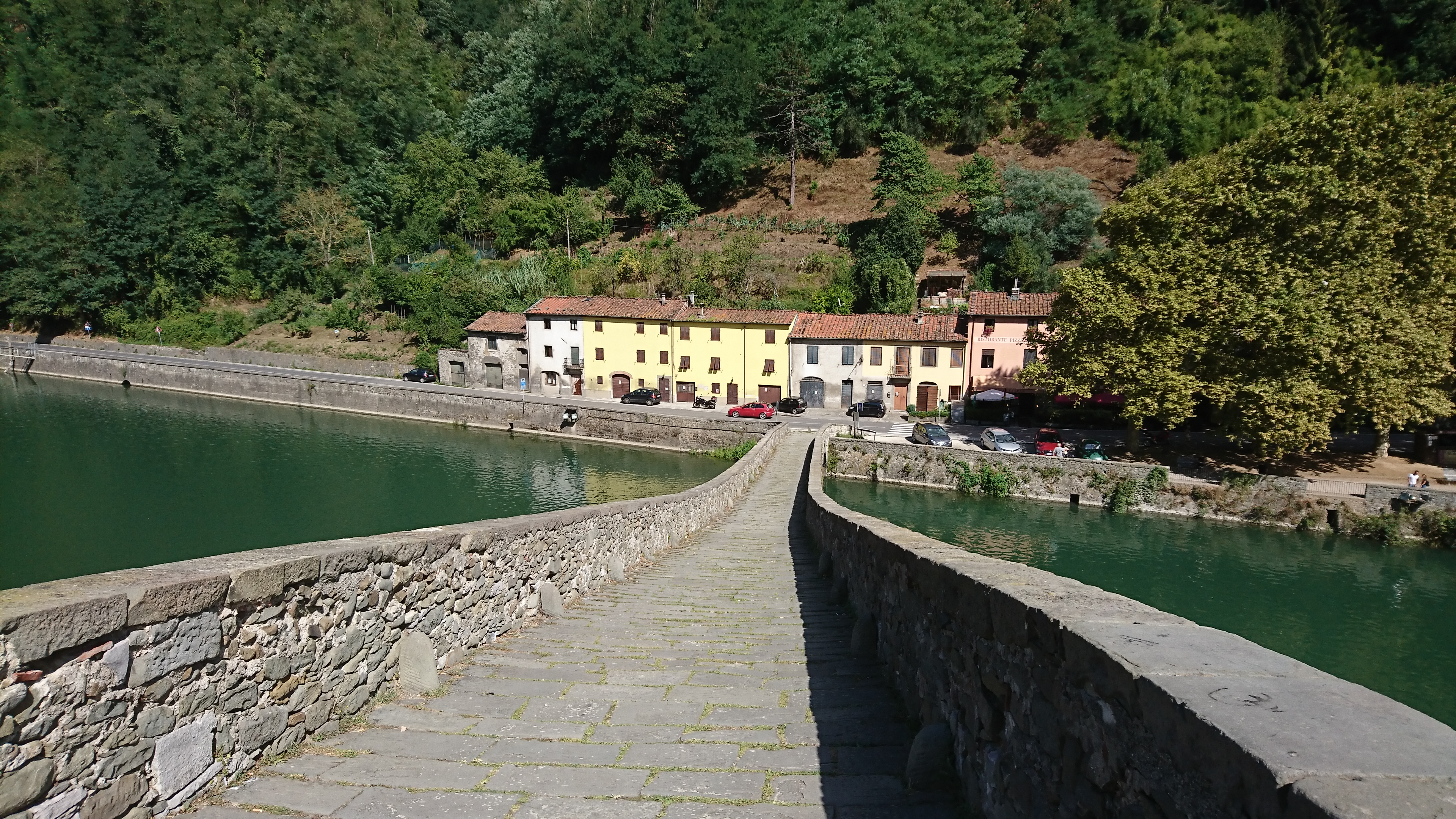
Vista dal ponte
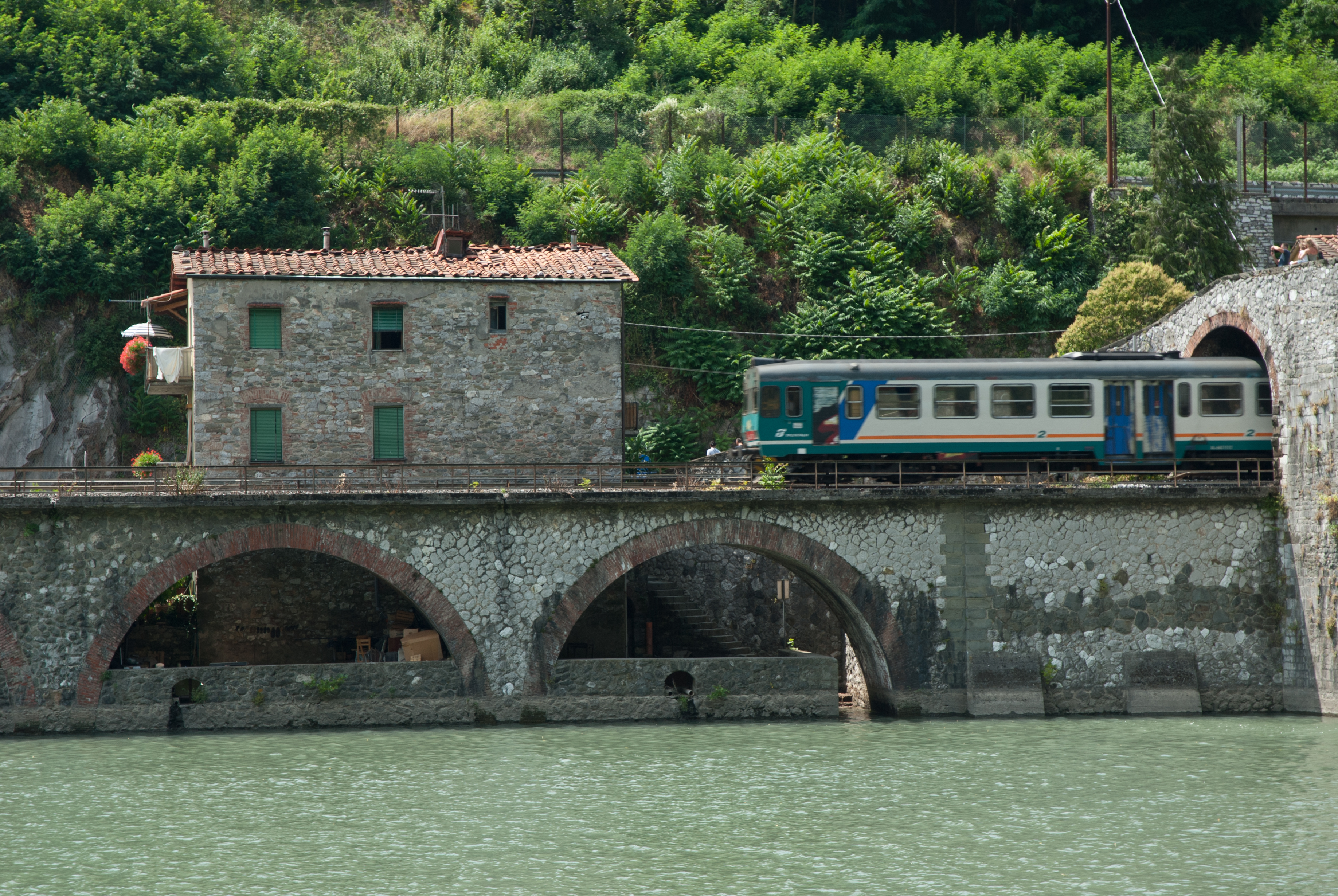
Un treno passa sotto un arco del ponte